# 何塞·马里亚·蒙卡达
何塞·马里亚·蒙卡达·塔皮亚（西班牙語：José María Moncada Tapia；1870年12月8日—1945年2月23日），尼加拉瓜政治人物，曾任尼加拉瓜总统。

## 生平
1929年，蒙卡达担任尼加拉瓜总统。在任期间，尼加拉瓜与中华民国建立了领事级外交关系，该国也于1930年取消了对华人入境的限制。1931年，尼国首都马那瓜发生地震。
1933年，连任失败，卸任职务。1945年，去世。